# Castelo de Santa Pola
O Castelo de Santa Pola localiza-se no termo do município de Santa Pola, na província de Alicante, na comunidade autónoma da Comunidade Valenciana, na Espanha.
Na realidade um forte, ergue-se no centro histórico da povoação.

## História
Esta defesa foi edificada em 1557, sob o reinado de Carlos I de Espanha, de acordo com o plano de defesa então implantado para defesa contra as razias dos Piratas da Barbária. A sua construção ficou a cargo do Vice-rei de Valência, Bernardino de Cárdenas y Pacheco, sobre os restos de uma antiga torre que remontava ao século XIV, com a mesma função de defesa do porto.
Embora bastante alterado ao longo dos séculos, encontra-se em bom estado de conservação e actualmente sedia o Ayuntamiento da vila.

## Características
Apresenta planta quadrangular, em alvenaria de pedra de grandes dimensões, reforçada por silhares, com torreões nos vértices, dos quais apenas um chegou aos nossos dias. O portão de armas, obra do século XVIII, rasga-se na fachada Oeste, protegido por outro torreão, erguido no mesmo período.